# Rhynchoconger ectenurus
Rhynchoconger ectenurus és una espècie de peix pertanyent a la família dels còngrids.

## Descripció
- Pot arribar a fer 65 cm de llargària màxima.[6][7]

## Hàbitat
És un peix marí, demersal i de clima subtropical que viu a la plataforma i el talús continentals.

## Distribució geogràfica
Es troba al Pacífic occidental: el Japó, la península de Corea, el mar de la Xina Oriental i el nord d'Austràlia.

## Costums
És bentònic.

## Observacions
És inofensiu per als humans.